# Újpetre
Újpetre là một thị trấn thuộc hạt Baranya, Hungary. Thị trấn này có diện tích 16,71 km², dân số năm 2010 là 1097 người, mật độ 66 người/km².